# Tanyproctus latimanus
Tanyproctus latimanus är en skalbaggsart som beskrevs av Edmund Reitter 1902. Tanyproctus latimanus ingår i släktet Tanyproctus och familjen Melolonthidae. Inga underarter finns listade i Catalogue of Life.